# رومانيا (منطقة)
رومانيا (بالإيطالية: Romagna). منطقة تاريخية وجغرافية ولغوية في شمال إيطاليا، وتطابق تقريبا الجزء الجنوبي الشرقي لإقليم إميليا رومانيا الحالي.

## الحدود

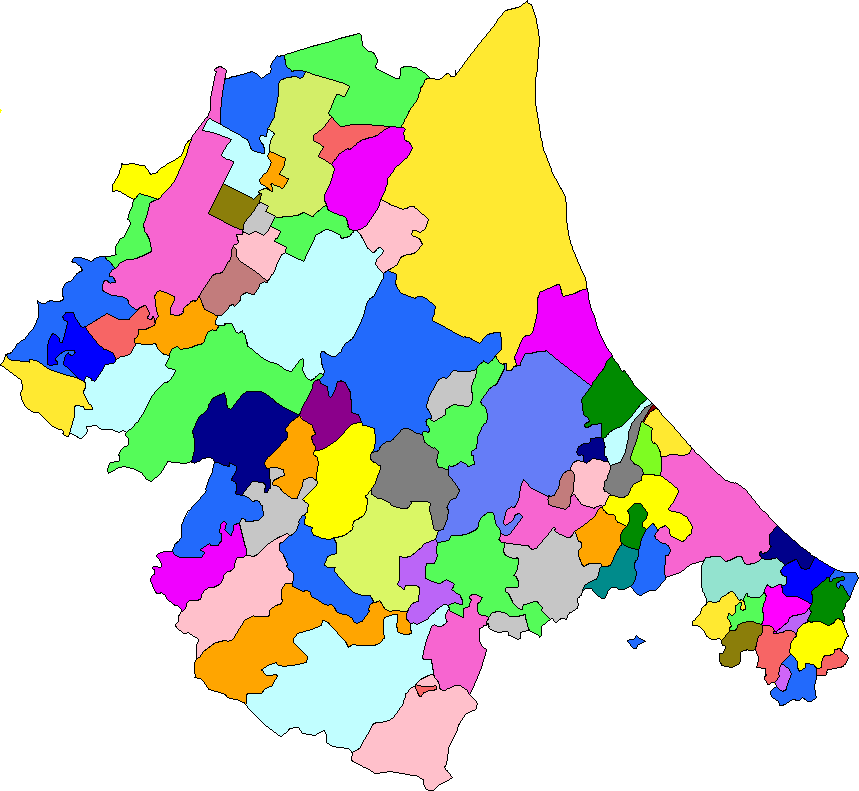
خريطة رومانيا

حدودها الجغرافية هي : من الغرب نهر سيلارو، وشمالا نهر رينو، ومن الجنوب الغربي تحدها جبال الأبينيني التوسكو-رومانية حتى جبل مادجوي في الألب القمري. ومن هنا تستمر الحدود في خط مستقيم تقريبا على طول الفاصل بين جدول كونكا ونهر فوليا حتى لسان فوكارا البرى داخل البحر، وجنوباً بلدة غابيتشي ماري. ويشكل البحر الأدرياتي الحدود الشرقية.
و تشمل منطقة رومانيا : مقاطعة رافينا، مقاطعة فورلي تشيزينا، مقاطعة ريميني، وجزء من مقاطعة بولونيا (إيمولا والمناطق المحيطة بها) وجزء مقاطعة بيزارو وأوربينو (مونتيفلترو)، بالإضافة إلى جمهورية سان مارينو (دولة مستقلة داخل منطقة رومانيا التاريخية). وعموما، تعتبر البلديات التالية أيضا أنها تشكل أجزاء من أراضي رومانيا : بلدة باديا تيدالدا وجزء من بلدية سستينو في مقاطعة أريتسو، وكل من فيورنسوولا وبالاتسوولو سول سينيو ومارادي في مقاطعة فلورنسا.

## التاريخ

### ما قبل التاريخ
بينت عدد من المواقع الأثرية في المنطقة مثل مونتي بودجولو أن رومانيا كانت ماهولة بالسكان منذ العصر الحجري القديم.

### الأمبريويون والغال
الأمبريويون الذين تحدثوا لغة منقرضة إيطاليقية تدعى الأمبرية هم أقدم قوم وجدت آثارهم في المنطقة. وسكن الأتروسكان أيضا في بعض أجزاء رومانيا.
في القرن الخامس قبل الميلاد، انتقلت عدة قبائل غالية أبرزها اللنغونيون والسينونيون البوي جنوباً نحو إيطاليا، ونهبت روما في عام 390 ق.م. وقد أخضع السينونيون الأمبريويين تماما واستقروا في رومانيا. وتوسع السينونيون جنوباً نحو أنكونا، مع عاصمتهم Sena Gallica (سينيغاليا). عرف الرومان الأراضي التي سكنها السينونيون سابقا بager Gallicus (السهل الغالي).
و وفقا لغوي الإيطالي جاكومو ديفوتو، لا يزال هناك عدد من تأثيرات من اللغة السلتية في اللهجة محلية.

## معرض الصور

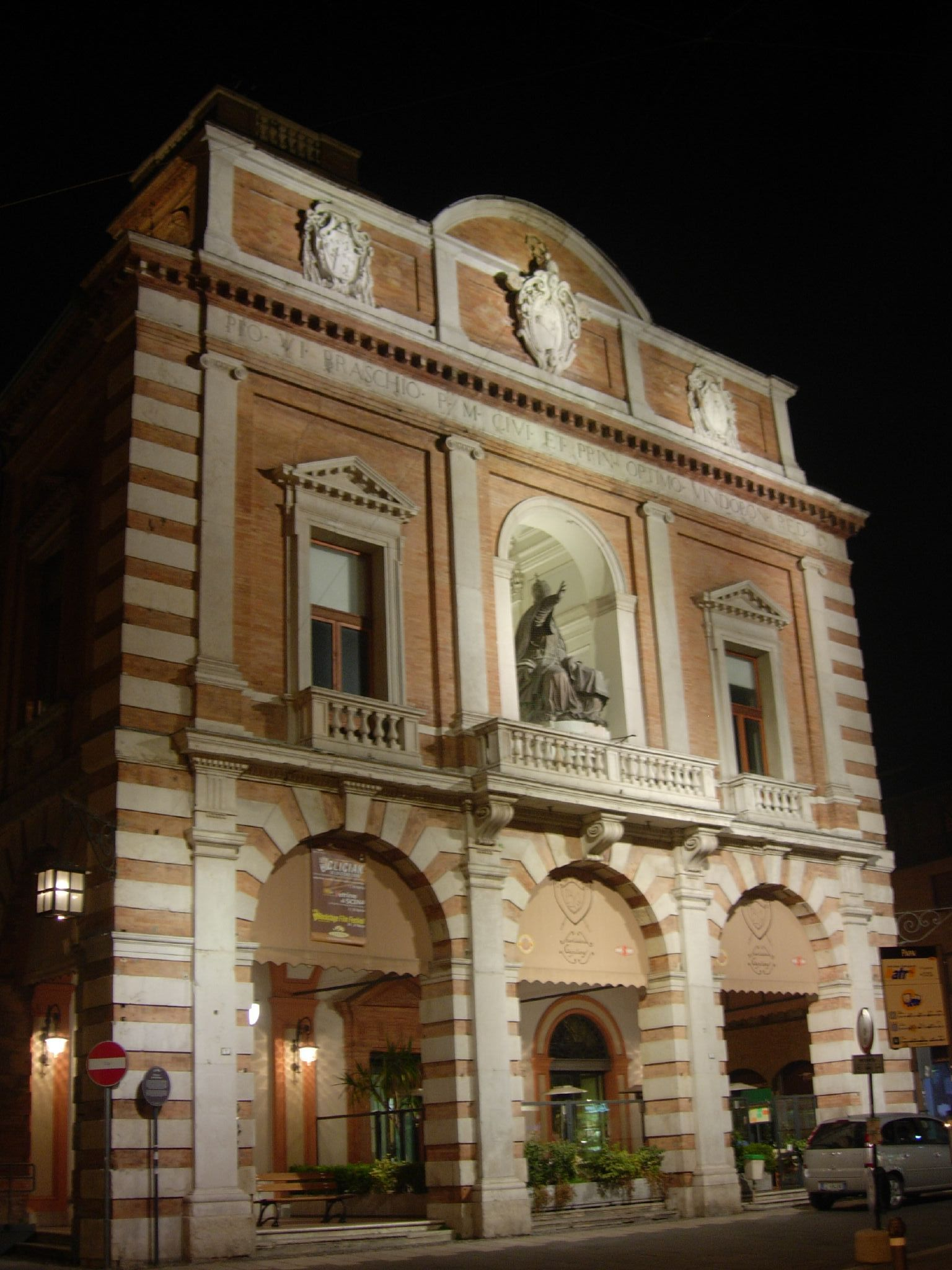
تشيزينا
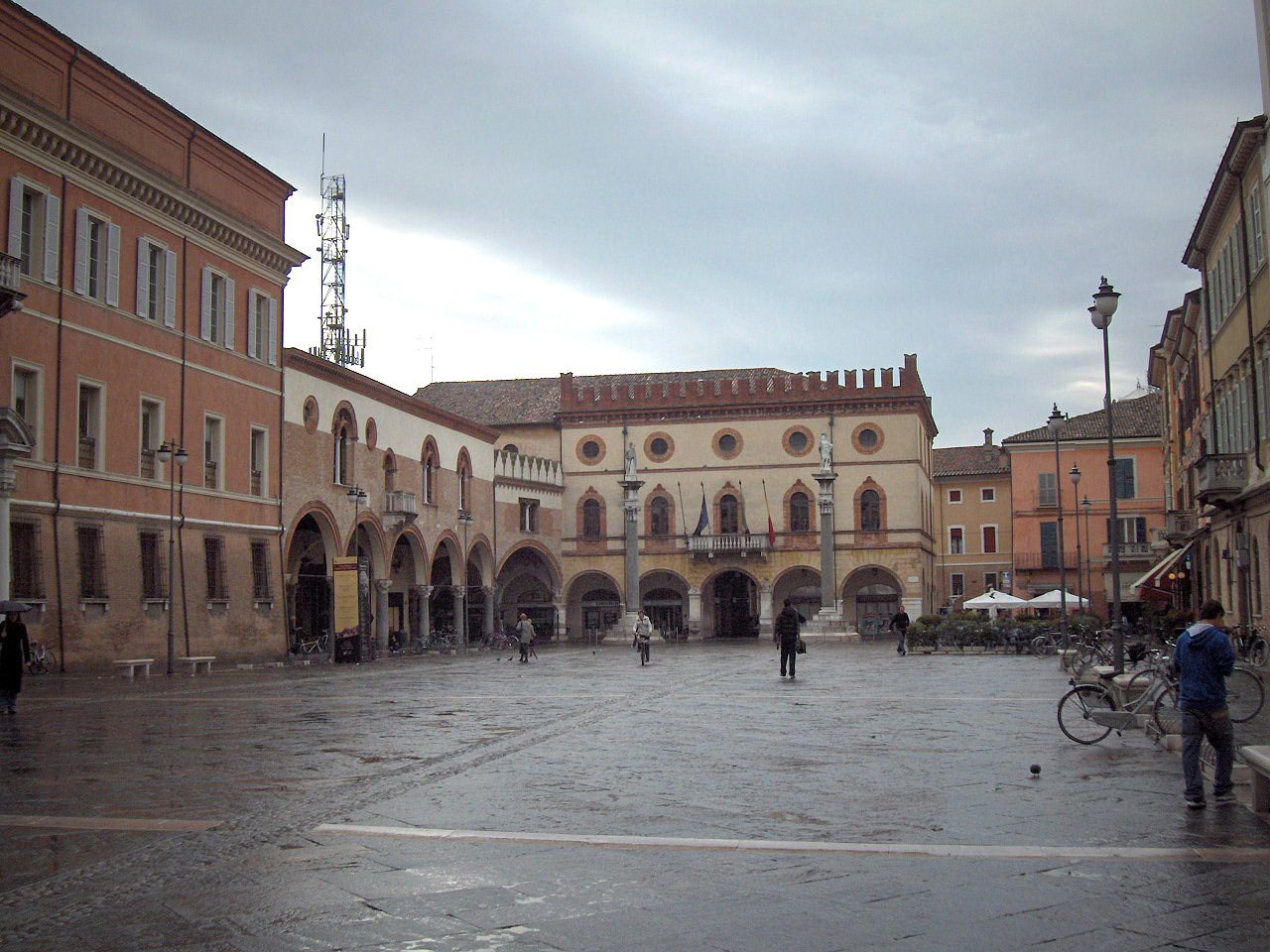
رافينا